# Хайлайтер
Хайла́йтер (англ. highlighter, від to highlight — «підкреслювати», «виділяти») — засіб декоративної косметики, що відбиває світло для створення «скульптурності» обличчя чи тіла — висвітлення та виділення окремих ділянок, додавання візуального об'єму, отримання сяючого, свіжого вигляду, допомагає досягти відчуття глибини та рельєфу.
Хайлайтер не використовується як маскуючий засіб, не приховує дефекти шкіри (акне, почервоніння), навпаки, при неправильному застосуванні, підкреслює недоліки.

## Історія
Жінки висвітлювали шкіру задовго до розвитку індустрії краси. Вперше мінеральний хайлайтер почали використовувати в традиційній китайській медицині ще у 320 році до н.е. Його виготовляли з подріблених перлин. Сяючий порошок наносили на все обличчя для відбілювання шкіри і лікування захворювань.
За часів Середньовіччя білосніжна шкіра була ознакою високого статусу. Для досягнення аристократичної білизни та блиску використовували засоби, до складу яких входили небезпечні свинець та арсен. З часом їх замінили на пшеницю, молоко, горох, мигдаль.
Перші спроби контурингу належать театральним акторам середини 16 століття. Вони використовували сажу та крейду для висвітлення та затемнення певних ділянок обличчя.
Великої популярності хайлайтер досягнув в ранні часи кінематографу. Чорно-біла зйомка робила обличчя акторів «плоскими», саме тоді гримери, а серед них Максиміліан Абрамович Факторович, вигадали контуринг. За допомогою гри світла і тіні вони корегували обличчя акторів, роблячи їх об'ємними та виразними. Завдяки Джозефу фон Штернбергу, ніс Марлен Дітріх здавався вужчим під світлом прожекторів, досягнув він цього, намалювавши срібною фарбою лінію від переносиці і до кінчика носу.
У 2016 році продажі хайлайтерів, які вже давно є інструментом серед візажистів, значно зросли серед споживачів. Деякі експерти галузі пояснюють зростання продажів хайлайтерів і супутніх товарів зростанням використання соціальних мереж, враховуючи популярність посібників з макіяжу на YouTube і поширення автопортретів, відомих як селфі.

## Використання
Хайлайтер використовується для скульптурування обличчя та тіла. Підходить як для вечірнього, так і для денного макіяжу. Його потрібно наносити на певні ділянки шкіри, наприклад, на внутрішні куточки очей (можна навіть пальцем), щоб зробити погляд більш відкритим. Якщо нанести хайлайтер на середину підборіддя та на скули, це допоможе зробити обличчя більш худим та рельєфним. Витягнути ніс та зробити його меншим також можливо за допомогою цього продукту, наносячи його від перенісся до кінчика (сам кінчик при цьому зачіпати не варто). Часто хайлайтер використовують, підводячи по контуру брів чи губ — так брови стають більш графічними, а губи об'ємнішими. Влітку хайлайтер також можна наносити на зону декольте.
Продукт може бути у різноманітних формах, включаючи порошок, рідину, крем, блиск, тверду форму та желе.

## Текстура
- Сухий
- Рідкий
- Кремоподібний
- Пресований
- Мусовий

Виготовляється у вигляді основ під макіяж, пудр, тіней, рум'ян, кремів, стіків. Декоративний ефект досягається не за рахунок текстури, а завдяки світловідбивним частинам (перламутр, пігмент), що входять до складу.

## Рідкий хайлайтер
Оптимальний для ефекту «вологої» шкіри. Усе обличчя таким засобом зазвичай не проробляють, але для того, щоб зробити шкіру більш свіжою, можна створити ледве помітне сяяння. Для цього потрібно після нанесення тональної основи і створення рівного тону нанести на ті ділянки, які ви хочете підсвітити хайлайтер, а після  — нанести пудру. Такий спосіб дозволяє зробити макіяж максимально природним.

## Цікаві факти
- Strobing Cream від MAC Cosmetics вважається першим хайлайтером, доступним для комерційних споживачів.
- У 2016 році продажі хайлайтерів, які давно були інструментом серед візажистів, значно зросли серед звичайних споживачів.